# Патаки, Денеш
Денеш Патаки (венг. Pataky Dénes; 25 июня 1916 — 1986) — фигурист из Венгрии, бронзовый призёр чемпионата мира 1935 года, серебряный призёр чемпионата Европы 1934 года, четырёхкратный чемпион  Венгрии 1933—1936 годов в мужском одиночном катании.

## Спортивные достижения

### Мужчины
| Соревнования/Сезоны | 1933 | 1934 | 1935 | 1936 |
| ------------------- | ---- | ---- | ---- | ---- |
| Зимние Олимпиады    |      |      |      | 9    |
| Чемпионаты мира     |      | 5    | 3    | 6    |
| Чемпионаты Европы   |      | 2    |      |      |
| Чемпионаты Венгрии  | 1    | 1    | 1    | 1    |